# 중앙도서관 (경주시)
중앙도서관은 경상북도 경주시에 있는 공립 도서관이다.

## 연혁
- 1953.07.01. 경주읍립도서관으로 개편
- 1976.11.26. 중앙일보 동양방송기념 사업으로 신축 기증, 경주중앙도서관으로 개칭
- 1989.09.22. 경주중앙도서관을 중앙분관으로 개칭
- 2010.08.19. 중앙도서관으로 개칭